# 丹尼斯·格林
丹尼斯·格林（英語：Dennis Green，1931年5月26日—2018年9月5日），澳大利亚男子皮划艇运动员。他曾代表澳大利亚参加1956年、1960年、1964年、1968年和1972年夏季奥林匹克运动会皮划艇比赛，其中1956年奥运会获得一枚铜牌。